# Liam Donnelly
Liam Francis Peadar Donnelly, född 7 mars 1996, är en nordirländsk fotbollsspelare (försvarare) som spelar för Kilmarnock. Han har även spelat för Nordirlands landslag.

## Karriär
Den 7 juni 2018 värvades Donnelly av Motherwell, där han skrev på ett tvåårskontrakt. I oktober 2019 förlängde Donnelly sitt kontrakt i Motherwell fram till sommaren 2022.
Den 5 juli 2022 värvades Donnelly av Kilmarnock, där han skrev på ett ettårskontrakt. Den 1 augusti 2023 förlängde Donnelly sitt kontrakt i klubben med två år.